# Carpark North
 Denne artikel omhandler bandet Carpark North. Opslagsordet har også en anden betydning, se Carpark North (album).
Carpark North er et dansk elektro-rock-band, der blev dannet i Beder syd for Århus d. 28. juli 1999 af Lau Højen (vokal, guitar), Søren Balsner (bas, synths) og Morten Thorhauge (trommer).
Bandet var det første i Danmark, der havde succes med musikgenren elektro-rock.
Navnet Carpark North er skabt ud fra genrerne "Electro" og "Rock": "Carpark" står for bilparkeringspladsen, kanter, råhed, metal – det rockede, og "North" for nordlys, stjerner og det sfæriske elektronik.
Carpark North har haft fem singler, som har været P3s Uundgåelige på radiostationen P3; "There's a Place" (2001), "40 Days" (2002), "Transparent & Glasslike", (2003), "Human" (2005) og "Shall We Be Grateful" (2008).

## Historie
Søren Balsner og Lau Højen mødte hinandnen på Mellerup Efterskole ved Randers, hvor de dannede et band, der medvirker til DM i Rock i 1997. Efter efterskolen gik de hver til sit, og Lau mødte Morten Thorhauge gennem bandet "Spacekraft" i Hinnerup. Efter nogle måneder besluttede Morten og Lau sig for at danne deres eget band, og Søren blev kontaktet med henblik på rollen som bassist, på trods af at han egentlig er pianist. Bandet spillede sammen første gang i nogle lokaler i juli 1999 i Århus.
I december 1999 havde Carpark North sin første offentlige optræden på Musikcaféen i Århus, hvor gruppen deltog i DM i Rock. Carpark North endte med at vinde alle indledende runder og opnåede en samlet andenplads i konkurrencen. Efterfølgende vandt trioen både Randersmesterskaberne i Rock på Café von Hatten og "Midtjyllands Talentkonkurrence". Efter denne succes indspillede de demoen Carstereo, der indeholdt fem numre.
P3 lod Carpark North være en del af "Demodysten", som de vandt meget overbevisende med en stor enighed hos både lyttere og branchefolk.[kilde mangler] P3 inviterede bandet i studiet, hvor de indspillede sangen "There's A Place", der efterfølgende blev "Ugens Uundgåelige". Carpark North inkluderede sangen på et nyt oplag af Carstereo, der begyndte at blive solgt i pladebutikker som Stereo Studio og GUF. Demoen endte med at sælge 3.000 eksemplarer, hvilket gør det til den mest solgte danske demo nogensinde, inden den blev trukket tilbage. Inden da blev bandet belønnet med en særlig P3 Pris, for at have begået Årets MP3. I sommeren 2002 spillede Carpark North på festivaler og til open airs, bl.a. Nibe Festival, Slesvig Rocks 2002 og i Univers ved Århus Festuge. Ved bandets koncert på Midtfyns Festival i juli blev der underskrevet kontrakt med Medley Records, lige inden bandet gik på scenen.[kilde mangler]
I efteråret 2002, spillede Carpark North en lang række koncerter bl.a. på flere helt udsolgte spillesteder. En prøvesession med den danske producer Joshua forløb så vellykket, at han og bandet var fælles om producerhvervet, da Carpark North i november 2002 indledt det studieforløb, der blev til deres debutalbummet. I begyndelsen af november begyndte de at indspille i Puk Studierne ved Randers, og frem til den 23. december om morgenen, var Carpark North (kun afbrudt af enkelte koncerter) sammen i døgndrift for at færdiggøre deres selvbetitlede første album, der udkom 10. februar 2003.
I 2020 havde gruppen planlagt 27 koncerter henover sommeren, men de blev alle aflyst grundet coronaviruspandemien.

## Hæder
- Midtjyllands Talent (1999)[3]
- Randers Mesterskabet i Rock (2000)[3]
- P3 Prisen (2001) – Upcommingprisen MP3 Prisen
- Gaffa-Prisen (2003) – Årets nye navn[7]
- P3 Guld (2003) – Årets hit ("Transparent & Glasslike")[8]
- Zulu Award (2004) – Årets nye navn
- Robert (2004) – Bedste filmmusik ("Transparent & Glasslike")[9]
- DMA (2006) – Årets bedste video ("Human"), instrueret af Martin de Thura

Desuden nomineret til følgende priser:
- Gaffa-Prisen (2004) – Årets danske livenavn
- Gaffa-Prisen (2004) – Årets danske hit
- Gaffa-Prisen (2004) – Årets danske album
- Gaffa-Prisen (2004) – Årets danske band
- DMA (2004) – Årets Hit ("Transparent & Glasslike")
- P3 Guld (2008) – P3 Kunstneren
- DMA (2009) – Årets danske rockudgivelse
- DMA (2009) – Årets danske gruppe
- DMA (2011) – Årets danske livenavn
- Zulu Awards (2018) - Årets Livenavn[10]

## Medvirket i
- Midsommer (2003) – Carpark North's debut Carpark North fungerede som soundtrack til filmen.
- Nordkraft (2005)
- TV-Serien Alias (2005) – med sangen "Homeland" fra Carpark North.
- Tv-Serien Anna Pihl (2006) - med sangen "Newborn" fra All Things To All People
- Computerspillet FIFA 08 (2007) – med sangen "Human" fra All Things To All People.
- Tv-Serien Dicte (2014) - med sangen "Everything Starts Again" fra Best Days (Greatest & Live)

## Diskografi

### Album
- Carpark North (2003)
- All Things To All People (2005)
- Grateful (2008)
- Lost (2010)
- Phoenix (2014)
- Hope (2017)
- AIR – Part 1 (2024)
- AIR (2025)